# Mike Ostroski
Mike Ostroski (* 11. April 1975) ist ein US-amerikanischer Schauspieler.

## Karriere
Ostroski besuchte die College-Conservatory of Music Cincinnati, um Musiktheater zu machen. Danach besuchte er die Miami University. Bekanntheit erlangte er als Mr. Byenburg in der Serie Fuller House und als Dr. Minyak in der Serie Henry Danger. Unter anderem hatte er Gastauftritte in den Fernsehserien Breaking Bad, Criminal Minds und Brooklyn Nine-Nine.

## Persönliches
Er ist mit der Schauspielerin Kate Cook verheiratet.

## Filmographie
- 2012: Breaking Bad (1 Folge)
- 2013: Criminal Minds (1 Folge)
- 2014–2020: Henry Danger (9 Folgen)
- 2016: The Muppets (1 Folge)
- 2016, 2020: Modern Family (2 Folgen)
- 2016: Brooklyn Nine-Nine (1 Folge)
- 2017: The Middle (1 Folge)
- 2017: Fuller House (3 Folgen)
- 2019: Euphoria (1 Folge)